# Jag Panzer
A Jag Panzer egy amerikai power metal együttes, mely 1981-ben alakult Colorado Springsben. 1988-ban feloszlottak, de 1994-es újjáalakulásuk óta a mai napig aktív részesei a színtérnek. Az amerikai típusú power metal egyik alapcsapata, de zenéjüket nagymértékű epikusság és heavy metal hatások is jellemzik.

## Történet
Coloradóban alakultak, 1981-ben a New Wave of British Heavy Metal hullám hatására. Az eredeti felállást Harry Conklin énekes (későbbi beceneve tyrant vagyis "zsarnok" volt, mindegy tisztelegve a Judas Priest előtt, akiknek szintén van egy ilyen című daluk), John Tetley basszusgitár, Mark Briody gitár és Rick Hilyard dobos alkotta. Eleinte Tyrant (zsarnok) volt a zenekar neve, de miután Kaliforniában létezett már egy ilyen nevű formáció, névváltoztatásra kényszerültek.
A zenekarnevet, egy német második világháborús tank a Jagdpanzer IV hatására vették fel. A "d" betű viszont szerintük nem passzolt a kiejtés miatt, így azt elhagyták és így lett belőlük Jag Panzer. 1983ban számos helyi klubkoncertet követően kiadták a Tyrant című demójukat. Ezt követően 1984-ben csatlakozott hozzájuk még egy gitáros Joey Tafolla személyében, és meg ebben az évben kiadták debütáló albumukat az Ample Destructiont.
A lemez igazi szenzációt jelentett underground körökben, mely kiadása után a zenekar átköltözött Dél-Kaliforniába, hogy ott koncertezzen és hírnevet szerezzen magának.
Ez azonban nem nagyon akart bekövetkezni, ezért Joey kilépett és 1987-ben kiadta első szólólemezét Out of the Sun címmel. További kiadványaival elismert gitárhősi hírnevet szerzett magának. Harry Conklin szintén kilépett, egy rövid ideig megfordult a Riotban, majd megalapította a Titan Force együttest. Rick Hilyard dobos szintén elhagyta a zenekart. A magára maradt Mark Briody gitáros és John Tetley basszusgitáros (akik mai napig a zenekar tagjai) új társak után nézett, így az énekes Bob Parduba, a másik gitáros Christian Lasegue, a dobos pedig Reynold 'Butch' Carlson lett.
Reynold viszont 86-ban kilépett, így az új dobosuk a svéd származású Rikard Stjernquist lett aki a mai napig az együttes tagja. Ez az új felállás felvett egy második albumot, de ez csak 2004-ben jelent meg, "Chain of Command" címmel. Addig az underground rajongók amolyan bootleg formájában ismerték innen-onnan. 1988-ban egy lemezzel a hátuk mögött bejelentették feloszlásukat.
1994-ben újjáalakult a zenekar, ezúttal Daniel J. Conca énekes, és Chris Kostka gitáros alkotta a formációt Mark Briody, John Tetley, és Rikard Stjernquist mellett. Ez a felállás készítette el a 94-ben megjelent második albumot a Dissident Alliancet. Sokan kifogásolták az album nyers, Pantera jellegét. Az albumot egy kis német kiadó a Pavement / Rising Sun jelentette meg. Ebben az időben az eredeti énekes Harry "The Tyrant" Conklin zenekara a Titan Force éppen hanyatlóban volt, ezért úgy gondolta, hogy újrakezdi egykori társaival. Így 1994-től napjainkig újra ő a Jag Panzer tagja. Csatlakozásával Joey Tafolla gitárost is magával hozta, és a zenekar aláírt egy lemezszerződést a Century Media kiadónál.
1997 végén már náluk jelent meg a harmadik, The Fourth Judgement című albumuk. Az album kereskedelmi sikert aratott, és pozitív kritikákban részesült. A kiadását követően Joey megint távozott, helyére Chris Broderick került. Már vele készült az 1998-ban megjelent The Age of Mastery album.
Ugyanez a felállás egy ambiciózus konceptlemezt készített 2000-ben a Thane to the Throne mely William Shakespeare Macbeth tragédiáját dolgozta fel. A felállás működőképesnek bizonyult, 2001-ben kiadták következő lemezüket a Mechanized Warfare is.
2003-ban a Century Media kiadott egy 2 CD-s válogatást is (Decade of the Nail Spiked Bat), melyre számos kiadatlan és újrafelvett szám is felkerült.
2004-ben megjelent az addig ki nem adott, még 1987-ben rögzített Chain of Command album. Még ez évben megjelent a friss dalokat tartalmazó album is, a Casting the Stones. Ezt követően turné következett, majd némi pihenőidőszak után, 2008-ban Chris Broderick bejelentette távozását. Pályáját a Megadethbe folytatta. Helyére az egykori társ, Christian Lasegue került.
2008. december 23-án Mark Briody bejelentette, hogy folynak a munkálatok a következő albumon, melynek a címe The Scourge of the Light lesz. A lemez végül 2011 elején került a boltokba. 2011 végén feloszlott a zenekar.

## Diszkográfia

### Stúdiólemezek
- Ample Destruction (1984)
- Dissident Alliance (1994)
- The Fourth Judgement (1997)
- The Age of Mastery (1998)
- Thane to the Throne (2000)
- Mechanized Warfare (2001)
- Chain of Command (2004)
- Casting the Stones (2004)
- The Scourge of the Light (2011)

### Egyéb kiadványok
- Tyrants [EP] (1983)
- Death Row [Kislemez] (1983)
- Demo 85 (1985)
- Demo 86 (1986)
- Shadow Thief [Demo] (1986)
- Jeffrey Behind The Gate [Kislemez] (1994)
- The Return [Demo] (1996)
- The Era of Kings and Conflict [DVD] (2002)
- Decade of the Nail Spiked Bat [Best of/Válogatás] (2003)
- The Wreck of the Edmund Fitzgerald [Kislemez] (2005)

## Fordítás
- Ez a szócikk részben vagy egészben  a   Jag Panzer című angol Wikipédia-szócikk fordításán alapul.  Az eredeti cikk szerkesztőit annak laptörténete sorolja fel. Ez a jelzés csupán a megfogalmazás eredetét és a szerzői jogokat jelzi, nem szolgál a cikkben szereplő információk forrásmegjelöléseként.